# Buonvicino
Buonvicino é uma comuna italiana da região da Calábria, província de Cosenza, com cerca de 2.538 habitantes. Estende-se por uma área de 30 km², tendo uma densidade populacional de 85 hab/km². Faz fronteira com Belvedere Marittimo, Diamante, Grisolia, Maierà, Mottafollone, San Sosti, Sant'Agata di Esaro.

## Demografia
| Variação demográfica do município entre 1861 e 2011                               |
|                                                                                   |
| Fonte: Istituto Nazionale di Statistica (ISTAT) - Elaboração gráfica da Wikipedia |